# Zusters van Liefde Heule

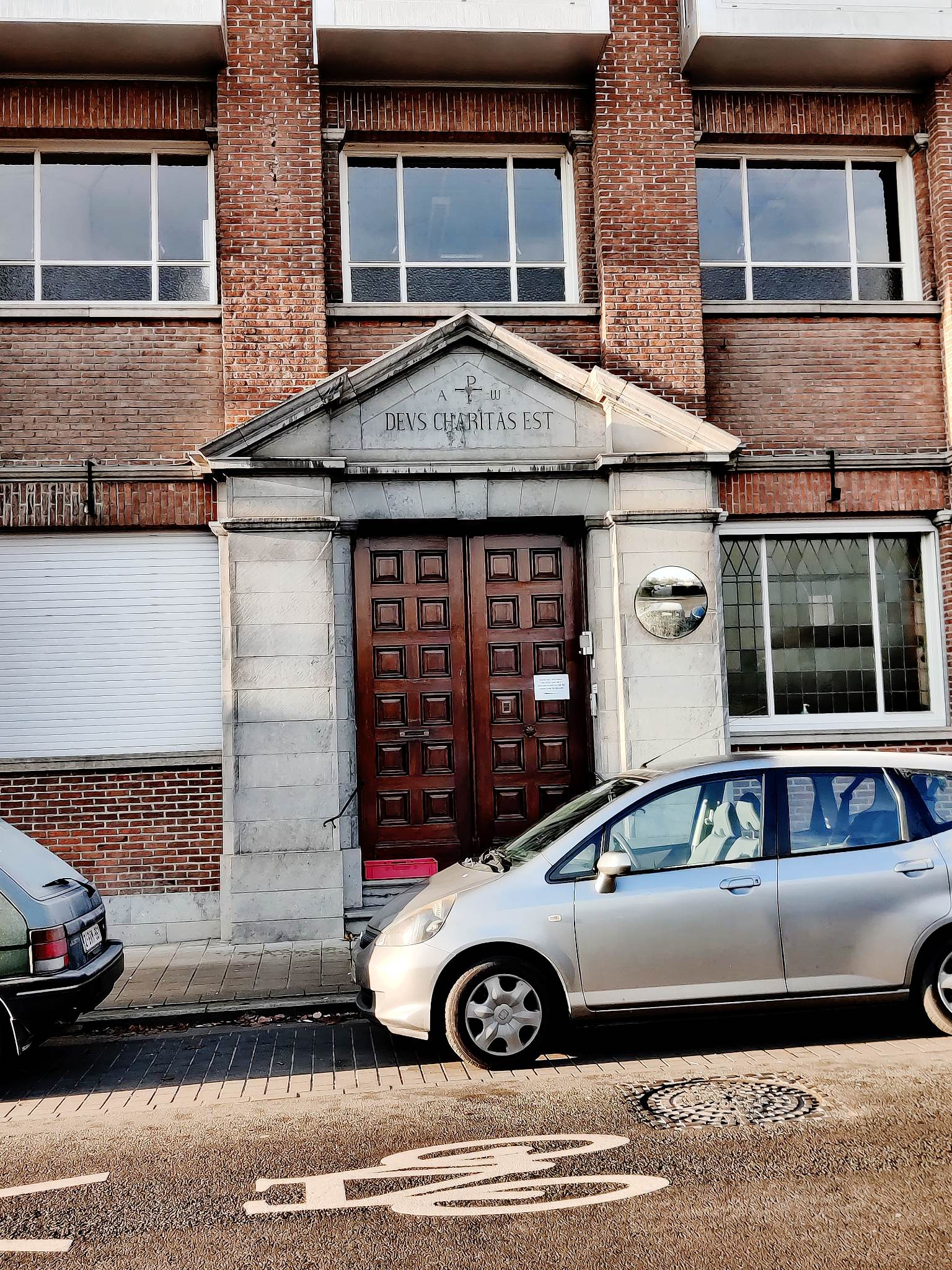
Voordeur van het klooster met het motto van de congregatie.

De Zusters van Liefde van Heule is een katholieke congregatie met het hoofdklooster in centrum Heule. Hun motto is "Deus Caritas est", of "God is Liefde". De congregatie is gesticht door Agatha Lagae, met hulp van andere vrouwen in 1838. 

## Geschiedenis

### Ontstaan
Het klooster van de Zusters van Liefde van Heule is ontstaan door een voortzetting van de 'armenschool'. Deze bestond sinds 1809 in Heule. Jacob Vanneste schonk dit huis aan de 'disch' (het armenbestuur) voor de weeskinderen. De weeskinderen, zowel jongens als meisjes, leerden er spinnen, de christelijke leer en lezen en schrijven.
Het Vlaamse verval van de linnennijverheid en de landbouwcrisis en de uitzonderlijk lange en strenge winters zorgden dat het basisvoedsel schaars en duur werd. Hierdoor kwamen er hongersnood, ziekten en epidemieën (zoals tyfus en cholera). Agatha Lagae, de dochter van de burgemeester van Heule merkte deze ellende. Ze wou eerst intreden bij de Karmel/karmelietessen, maar haar zwakke gezondheid hield dit tegen. Agatha vond vrouwen die haar bekommernis deelden en die iets concreets wilden doen tegen de armoede, voor weeskinderen, voor de zieken… De vrouwen gaven hun inbreng in de lokale armenschool en stichtten een burgerschool / zondagsschool. Ze leerden armen schrijven, spinnen en weven. Deze school was een vorm van religieus samenleven. 
In 1833 kwam het idee van de juffrouwen om een klooster op te richten. Ze kwamen overeen dat Agathe Lagae de "moeder" zou zijn. Wanneer de plannen aan pastoor De Norme voorgelegd werden, was hij meteen akkoord. Deze pastoor sprak Juliana Dinnecourt aan om aan dit nieuwe project mee te werken. Ook zij was akkoord. Agatha en Juliana werden de twee nieuwe "schoolvrouwen" in de armenschool. In 1834 voegde Melanie Cannaert zich bij de twee vrouwen. Zij stond in voor de maaltijden en voorbereiding op de eerste communie van de kinderen.
De drie vrouwen stichtten op 31 oktober 1834 een weeshuis voor meisjes. Ondertussen wilden andere ouders dat ook hun kinderen door de schoolvrouwen onderwezen werden. Op deze manier moeten ze Heule niet verlaten om onderwijs te genieten. Zo ontstond stilaan de "meisjesburgerschool". 
Agathe Lagae, Juliana Dinnecourt en Melanie Cannaert ontvingen op 26 januari 1837 hun kloosterkleed. Op die dag werd een kapel ingewijd. Later dat jaar traden Rosalie Lambrecht en Theresia Vansteenkiste toe. Op dat moment werden ze al "Zusters van Liefde" genoemd, al hadden ze hun geloften nog niet afgelegd. Deze gelofte werd uitgesproken door Agatha, Melanie, Juliana en Rosalie op 2 juli 1838. Hiermee waren ze de eersten in de congregatie die hun geloften uitspraken. De officiële kloosterstichting was hiermee een feit. De vier zusters kozen Sint Vincentius a Paulo (1581-1660) als hun patroonheilige. De eerste overste werd Moeder Agatha Lagae tot aan haar overlijden.

### Verdere verwezenlijkingen
Door de armoede heerste er een grote hongersnood. De ouderlingen werden hier hard door getroffen. Moeder Agatha liet een lokaal bouwen als schuilplaats voor enkele oudere mannen en vrouwen. Zo kwam het "oudmannenhuis", waar dertig bejaarde mannen en dertig bejaarde vrouwen konden verblijven. Daarnaast bleef moeder Agatha niet alleen weesmeisjes opvangen, ook voor weesjongens zocht ze een oplossing. Ze bracht deze onder in afzonderlijke ruimten.
In 1870 werd begonnen aan een kostschool en dagschool. In 1871 trokken 75 internen in. Deze school is nu bekend als Spes Nostra Heule. Meer dan een eeuw later kwamen Spes Nostra Kuurne, Spes Nostra Zedelgem, Spes Nostra Sint-Andries en de verpleegschool 'Ic dien' in Roeselare.

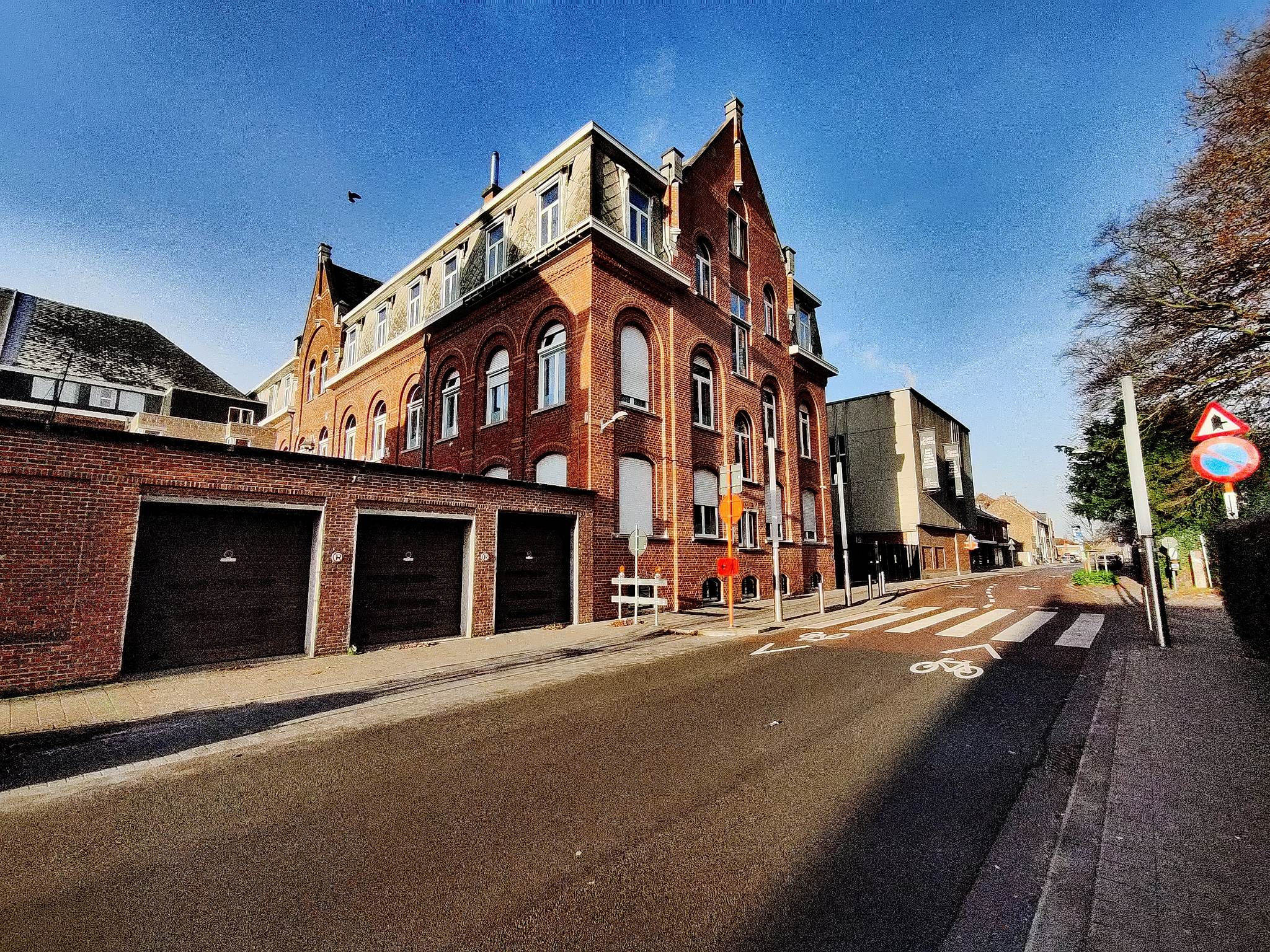
De zondagschool, bekend als Spes Nostra Heule

Naast verdiepingen en stichtingen buiten Heule (zie verder), werd er gezocht naar sociale projecten. Zo ontstonden alternatieve vormen van gemeenschapsleven. Doorheen de jaren waren en zusters actief in verschillende instanties. 
- In 38 parochies van het bisdom van Brugge.
- In de ziekendienst in ziekenhuizen en het Wit-Gele Kruis.
- In de huishoudelijke dienst in colleges van Oostende, Izegem, Komen.
- In de sociale sector: De Zandberg.
- Centrum voor eerste onthaal in Varsenare.
- In mpi De Zonnebloem.
- In Ten Anker (tehuis voor ongehuwde moeders in Klemskerke in 1971).
- In Home Bethanie in Kortrijk.
- In de Rijksinstellingen van Ruislede en Beernem.
- Onthaalhuis voor eigen medezusters op herstel of met vakantie in De Panne.
- Rust- en verzorgingshuizen voor eigen medezusters in hoofdklooster en in 'Huize Sparrenhof' in Heule.
- Parochiepastoraal in Heule en andere Vlaamse gemeentes.

### Stichtingen van Zusters van Liefde buiten Heule
In 1853 kwam de vraag van de burgemeester van Otegem aan het klooster van Heule om het onderwijs in zijn gemeente te organiseren en daar een klooster op te richten. Het bisdom steunde het voorstel. Zo werd er meer druk uitgeoefend op de Zusters van Liefde. Twee zusters gingen in hun eerste bijhuis de jeugd onderrichten en christelijk opvoeden. Daarna kwamen tientallen bijhuizen in Vlaanderen, o.a. in Lauwe, Zarren en Meulebeke. 
Lijst van huidige gemeenschapshuizen van Zusters van Liefde:
- Aalbeke - Lauwsestraat 15
- Heule – Mellestraat 1Ter Bronne

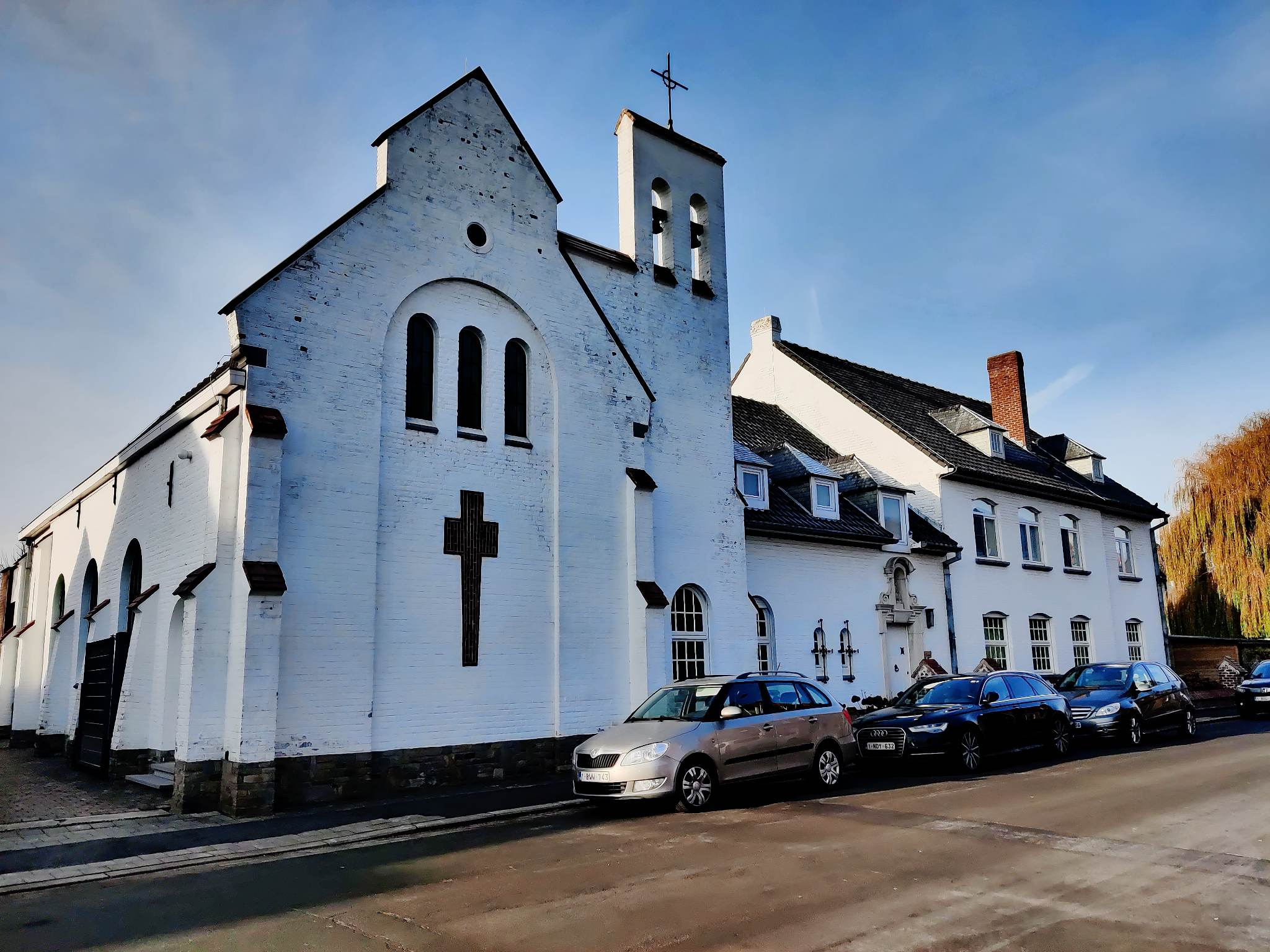
Ter Bronne

- Heule – Ter Bronne – Steenstraat 57

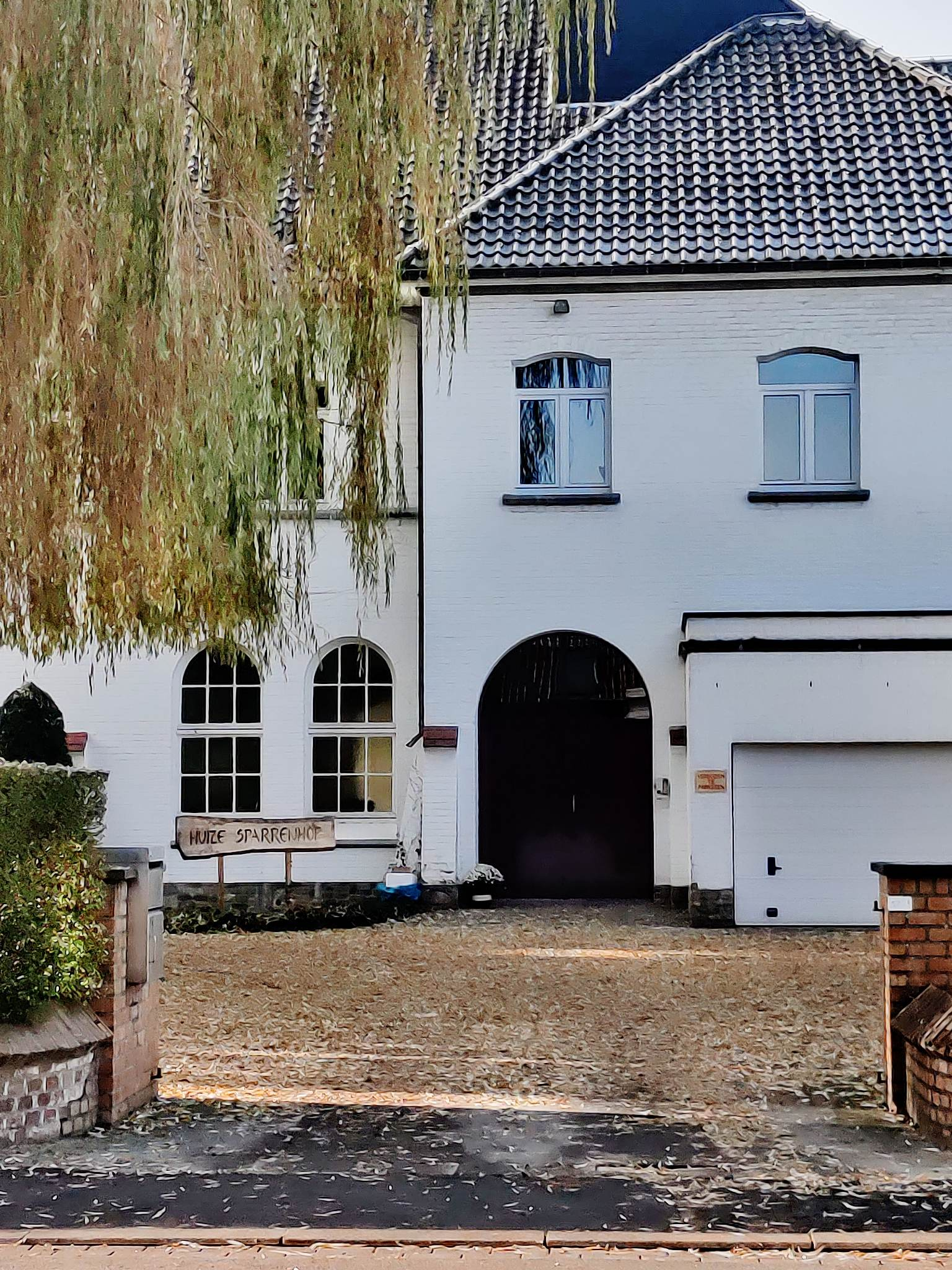
Huize Sparrenhof

- Huize SparrenhofHeule – Huize Sparrenhof – Steenstraat 57A.Huize Sparrenhof
- Hollebeke – Neerwaarstenstraat 3.
- Kortrijk – Rekolletenstraat 48.

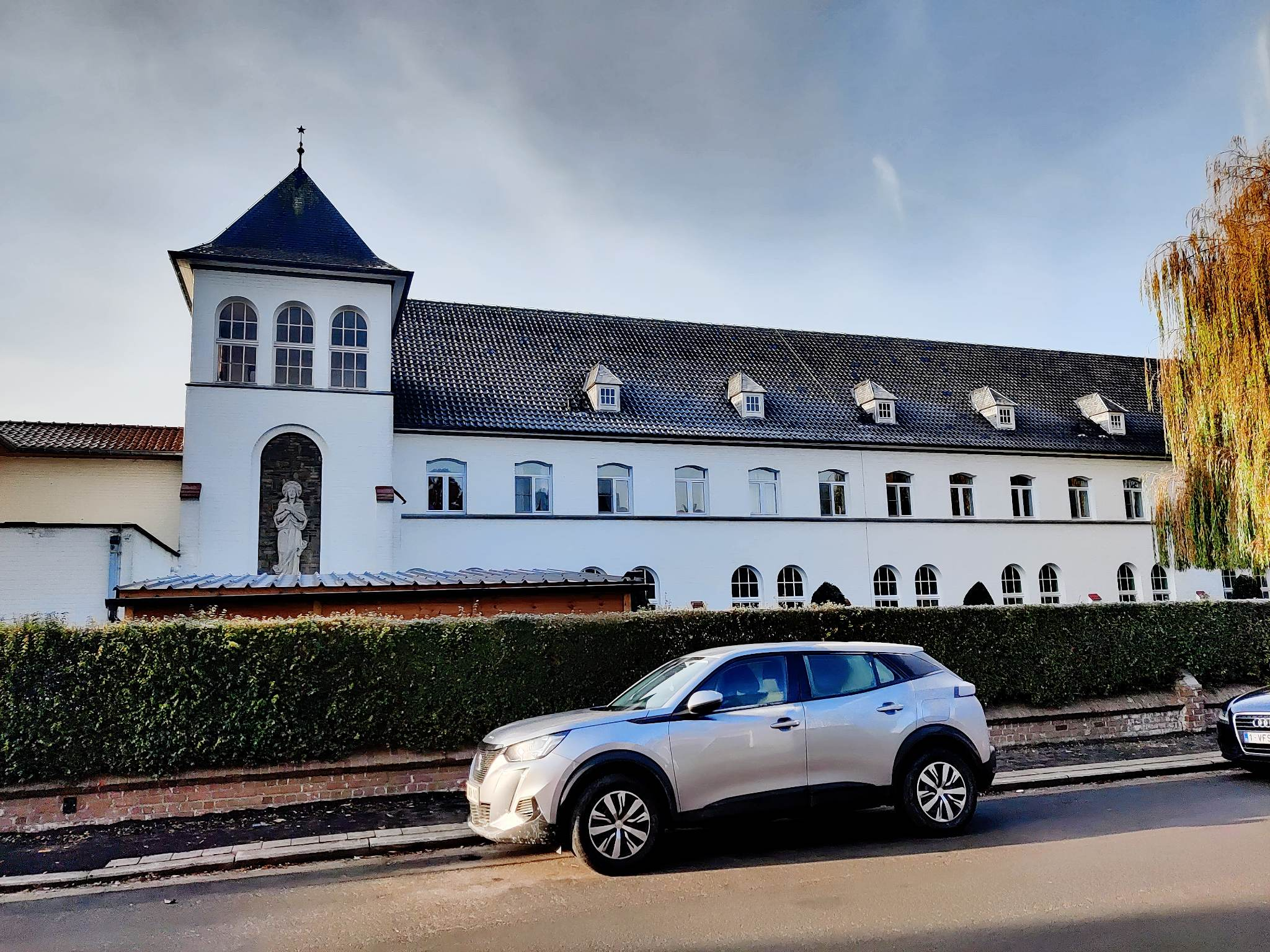
Huize Sparrenhof

- Varsenare – Huize Agatha – Zeeweg 36A.

Het aantal bijhuizen daalde van meer dan veertig tot minder dan twintig, anno 2011. De congregatie is vertegenwoordigd in de raden van bestuur van diverse instellingen, ook al zijn er geen actieve religieuzen meer. 

### Werk buiten België
Vanaf de tweede eeuw na de start van de congregatie werden missies gedaan in Zuid-Afrika, Congo en later Kameroen. 
Op 14 november 1927 vertrokken de eerste vijf zusters naar Zuid-Afrika. 
Na de onafhankelijkheid van Congo (30 juni 1960) droegen de zusters hun geleide scholen en andere instellingen over aan de inlandse priesters, religieuzen en leken. In 1960 werd de eerste inlandse congregatie opgericht. Na de moord op zuster Anna Desrumaux, verlieten de zusters Congo op Witte Donderdag 9 april 1998.
Ook in Zuid-Afrika hebben de zusters hun werk overgelaten aan inlandse krachten. De laatste zusters verlieten daar de missie in 2010. Ondertussen was er in 1999 een nieuwe missie begonnen in Kameroen. Anno 2011 werkten daar twee zusters, als enige die nog actief in missies van de congregatie Zusters van Liefde Heule.

## Lijst van oversten
Op 29 april 1864 overleed Agathe Lagae op 64-jarige leeftijd als overste. Op haar sterfbed had ze een opvolgster aangeduid, zuster Augustine, als Virginie Nyffels (Bissegem, 1825). Deze werd officieel aangesteld op 19 mei 1864. Een lijst van de oversten:
- 1900-1906 Zuster Philomène (Pauline De Myttenaere)
- 1906-1922: Zuster Andrea (Julia Debrabandere)
- 1922-1939: Zuster Marie-Lucrèce (Marie Vyncke)
- 1939-1957: Zuster Serena (Sylvie Vermeulen)
- 1957-1976: Zuster Marie-Marcel (Elisabeth Sonneville)
- 1976-1991: Zuster Rosa Verfaillie
- 1991-2006: Zuster Geogette Bombeke
- 2006-2016: Zuster Godelieve De Munter
- 2016-heden: Zuster Riet Devriese

## Schild
De Zusters van Liefde van Heule hebben een schild. Een ontwerper of datum van het ontwerp zijn niet terug te vinden op het schild of in bronnen. Door de elementen op het schild heeft men het vermoeden dat het dateert van rond 1938. Dit is honderd jaar na de stichting van het klooster, rond het eeuwfeest. De elementen op het schild dragen de visie van de congregatie. Vanboven staat de spreuk "Deus Caritas est", wat "God is Liefde" wil zeggen. Dit is het motto van de congregatie. 
Op de randen staat "Juventus pagani aegroti pauperes" (Jeugd, heidenen, zieken, armen), wat verwijst naar de doelgroepen, waar ze oorspronkelijk op focusten.  
- Jeugd: De focus ligt vooral op het onderwijs. Vroeger vielen hieronder ook de jeugdbewegingen, speelpleinwerking …
- Heidenen: Mensen die God niet kennen. Dit is de grondslag van hun missies. De huidige betekenis is mensen die van zichzelf en van God vervreemd zijn.
- Zieken.
- Armen: Naast mensen die materiaal arm zijn, ook sociaal en geestelijk armen. Er zijn veel vormen van armoede in de maatschappij.

Onderaan staat "Conventus Heulensis", wat "Klooster van Heule" wil zeggen. In het midden staan de initialen PX. Deze verwijzen naar Christus, als centrale figuur in het leven van de Zusters van Liefde en de congregatie. De alfa en omega aan weerszijden van het kruis staan voor oorsprong en einde. Dit verwijst naar Christus die de oorsprong en het einde van het leven en doen is. 

## De kapel van het klooster

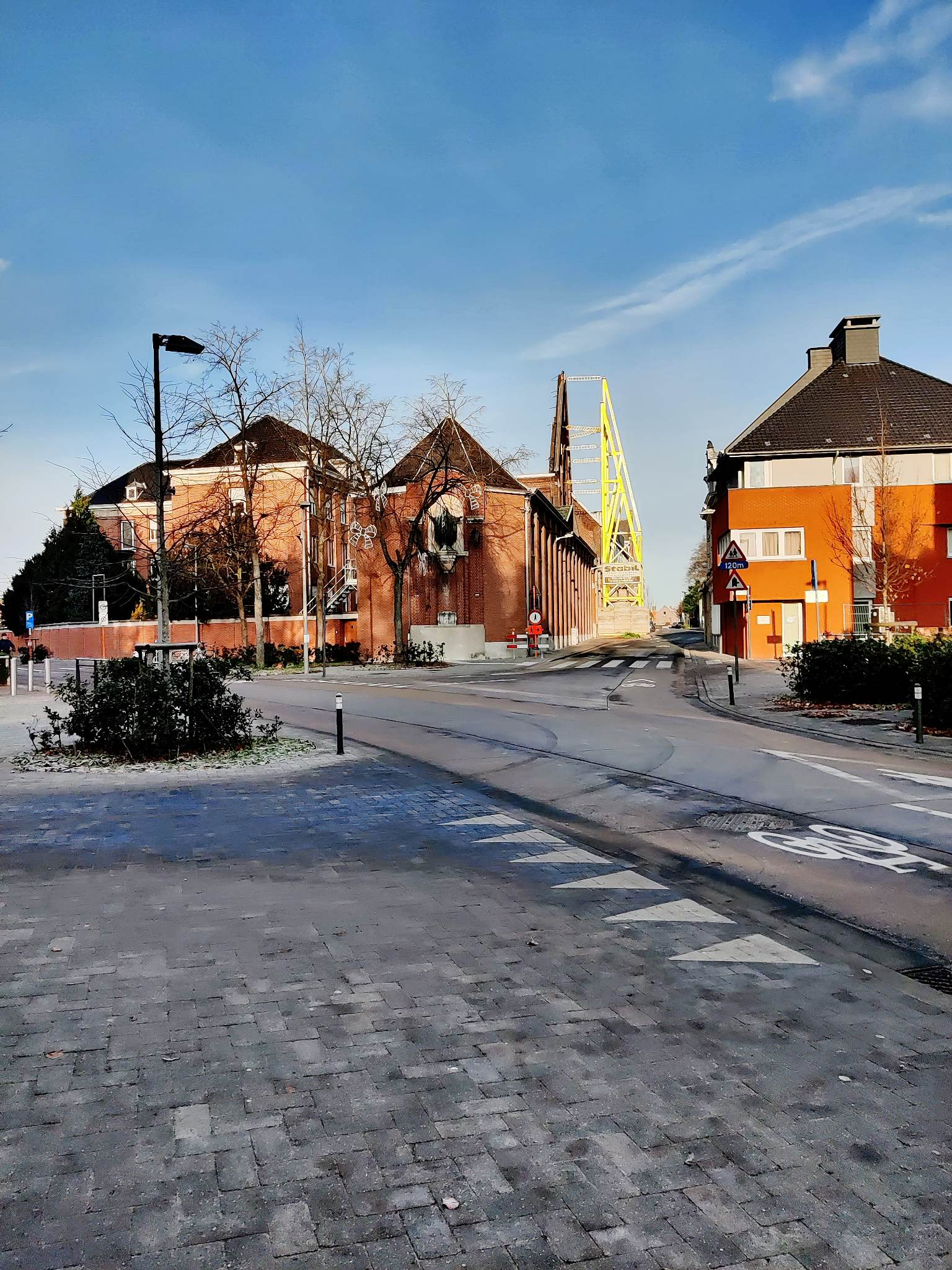
Hoek waar de vorige kapel stond. Deze werd te klein en er werd een nieuwe gebouwd op de huidige plaats.

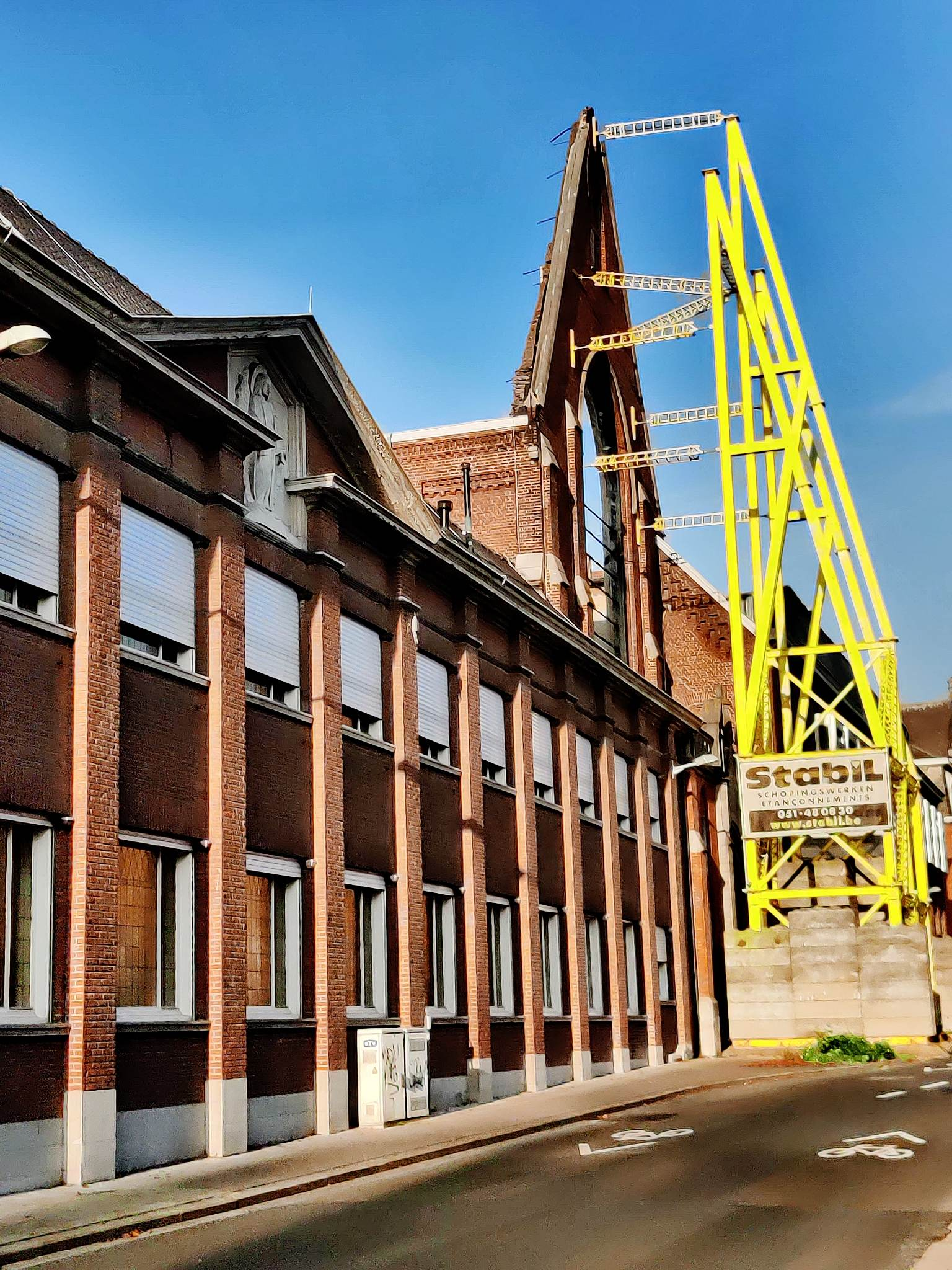
Gevel van de kapel. De rest is afgebrand.

De eerste kapel dateert van 1837. Deze werd te klein voor het groeiende inwonersaantal. Daardoor werd een nieuwe gemaakt op de hoek van de Mellestraat en de Heulsekasteelstraat (toen Gullegemsestraat). Deze werd ingewijd op 26 juli 1846, maar werd ook te klein en op 4 november 1899 werd opnieuw gestart aan een kapel. Dit is de laatste kapel. Op 20 april 2021 brandde deze volledig uit. Tot op heden is er geen concreet/officieel plan wat er met het klooster zal gebeuren.